# 限りない明日をみつめて/西城秀樹
『限りない明日をみつめて/西城秀樹』（かぎりないあすをみつめて さいじょうひでき）は、1980年6月5日に発売された西城秀樹のライブ・アルバム（2枚組LP）である。

## 内容
西城秀樹が1980年4月20日に日生劇場において開催した、リサイタル「限りない明日をみつめて」の模様が収録されている。リサイタルの構成・演出は浅利慶太。

## 収録曲

### Disc 1 / Side A
1. 素晴らしいゲーム
作詞：山川啓介　作曲：鈴木邦彦
2. Fall In Love
作詞：あまがいりゅうじ　作曲：水谷公生
3. ミュージック
作詞：三浦徳子　作曲：三木たかし
4. サクラ・チル
作詞：伊藤アキラ　作曲：クニ河内
5. ヒムナル
作詞：東方仁　作曲：羽田健太郎

### Disc 1 / Side B
1. ハローUターン
作詞：伊藤アキラ　作曲：クニ河内
2. 僕のたどった道
  - 駄菓子屋のおばさん
  - 夕暮れの図書館
  - まぬけな牛乳配達
  - あの星をつかめ
  - 今、光の中へ

作詞：なかにし礼　作曲：羽田健太郎

### Disc 2 / Side A
1. C'EST LA VIE
訳詞：なかにし礼
2. プラスティック・レディー
作詞：小林和子　作曲：濱田金吾
3. 嫁ぐ妹へ
作詞：岩谷時子　作曲：三木たかし
4. 悲しき友情
作詞：山川啓介　作曲：筒美京平　編曲：水谷公生
5. ブーメランストリート
作詞：阿久悠　作曲：三木たかし　編曲：萩田光雄

### Disc 2 / Side B
1. 青春に賭けよう
作詞：たかたかし　作曲：鈴木邦彦　編曲：馬飼野康二
2. 君よ抱かれて熱くなれ
作詞：阿久悠　作曲：三木たかし
3. 傷だらけのローラ
作詞：さいとう大三　作曲：馬飼野康二
4. 禁じられた愛〜わが青春の北壁
作詞：阿久悠　作曲：三木たかし　
  - アルバム『わが青春の北壁/西城秀樹』収録曲
5. What I Did For Love
作詞 : E.KLEBAN(訳詞 : 青井陽治/梶賀千鶴子)　作曲 : M.HAMLISCH

## 復刻盤
- 1999年12月16日発売のCD『HIDEKI SUPER LIVE BOX』（6枚組）の中の4枚目